# Мировой Гран-при по волейболу 1999
7-й розыгрыш Гран-при — международного турнира по волейболу среди женских национальных сборных — прошёл с 13 по 28 августа 1999 года в 5 городах 5 стран с участием 8 команд. Финальный этап был проведён в Юйси (Китай). Победителем турнира во второй раз в своей истории стала сборная России.

## Команды-участницы
Россия, Нидерланды, Италия — по результатам мирового рейтинга среди команд CEV;
Китай, Япония, Южная Корея — по результатам мирового рейтинга среди команд AVC;
Куба — по результатам мирового рейтинга среди команд NORCECA;
Бразилия — по результатам мирового рейтинга среди команд CSV.

## Система проведения розыгрыша
На предварительном этапе 8 команд-участниц выступали по туровой системе. В каждом туре (всего их было два) команды делились на четвёрки и проводили в них однокруговые турниры. Все результаты шли в общий зачёт. В играх финального этапа, проводившегося по системе плей-офф, участвовали четыре лучшие команды по итогам предварительного этапа.

## Предварительный этап
13—22 августа

### Турнирная таблица
| М | Команда     | И | В | П | С/П   | О  |
| - | ----------- | - | - | - | ----- | -- |
| 1 | Бразилия    | 6 | 6 | 0 | 18:5  | 12 |
| 2 | Россия      | 6 | 6 | 0 | 18:8  | 12 |
| 3 | Китай       | 6 | 3 | 3 | 11:12 | 9  |
| 4 | Италия      | 6 | 3 | 3 | 11:12 | 9  |
| 5 | Куба        | 6 | 2 | 4 | 13:13 | 8  |
| 6 | Южная Корея | 6 | 2 | 4 | 12:15 | 8  |
| 7 | Япония      | 6 | 1 | 5 | 9:17  | 7  |
| 8 | Нидерланды  | 6 | 1 | 5 | 7:17  | 7  |

### 1-й тур
13—15 августа

#### Группа А
Макао
13.08: Бразилия — Италия 3:0 (25:20, 25:17, 25:20); Китай — Нидерланды 3:1 (29:31, 25:23, 25:15, 25:23).
14.08: Бразилия — Нидерланды 3:0 (25:18, 25:20, 25:18); Италия — Китай 3:0 (29:27, 26:24, 27:25).
15.08: Италия — Нидерланды 3:1 (25:20, 26:24, 22:25, 25:21); Бразилия — Китай 3:1 (20:25, 25:22, 31:29, 25:16).

#### Группа В
Куала-Лумпур
13.08: Россия — Южная Корея 3:2 (20:25, 18:25, 25:14, 25:21, 15:12); Япония — Куба 3:2 (24:26, 25:21, 25:17, 14:25, 15:13).
14.08: Южная Корея — Куба 3:2 (25:20, 25:16, 15:25, 20:25, 15:13); Россия — Япония 3:0 (25:16, 25:13, 25:17).
15.08: Южная Корея — Япония 3:1 (25:17, 25:16, 17:25, 25:23); Россия — Куба 3:2 (23:25, 22:25, 25:19, 25:22, 15:13).

### 2-й тур
20—22 августа

#### Группа С
Фэншань
20.08: Россия — Япония 3:2 (25:17, 21:25, 25:19, 19:25, 15:13); Китай — Нидерланды 3:1 (25:20, 25:14, 16:25, 25:20).
21.08: Россия — Нидерланды 3:1 (19:25, 25:17, 25:10, 25:20); Китай — Япония 3:1 (25:17, 25:14, 22:25, 25:23).
22.08: Нидерланды — Япония 3:2 (25:23, 25:18, 21:25, 30:28); Россия — Китай 3:1 (25:18, 25:16, 23:25, 25:16).

#### Группа D
Манила
20.08: Куба — Южная Корея 3:0 (25:21, 25:19, 25:22); Бразилия — Италия 3:1 (25:22, 27:29, 25:23, 25:18).
21.08: Куба — Италия 3:1 (25:21, 22:25, 25:23, 27:25); Бразилия — Южная Корея 3:2 (25:27, 25:20, 25:20, 19:25, 15:7).
22.08: Италия — Южная Корея 3:2 (13:25, 22:25, 26:24, 25:14, 15:10); Бразилия — Куба 3:1 (26:28, 25:17, 25:21, 25:23).

## Финальный этап
27—28 августа.  Юйси.

### Полуфинал
27 августа
Россия — Китай 3:1 (25:16, 16:25, 26:24, 25:22).
Бразилия — Италия 3:1 (28:26, 25:19, 23:25, 26:24).

### Матч за 3-е место
28 августа
Китай — Италия 3:1 (19:25, 25:20, 25:23, 25:21).

### Финал
28 августа
Россия — Бразилия 3:0 (25:23, 25:22, 25:20).

## Итоги

### Положение команд
| Россия         |
| Бразилия       |
| Китай          |
| 4. Италия      |
| 5. Куба        |
| 6. Южная Корея |
| 7. Япония      |
| 8. Нидерланды  |

### Призёры
Россия: Ирина Тебенихина, Наталья Морозова, Анастасия Беликова, Любовь Шашкова, Елена Година, Наталья Сафронова, Евгения Артамонова, Елизавета Тищенко, Елена Василевская, Екатерина Гамова, Елена Плотникова, Елена Сенникова. Главный тренер — Николай Карполь.
  Бразилия: Элизанжела Оливейра, Жанина Консейсао, Ана Беатрис Мозер, Рикарда Лима, Элия Рожерио ди Соуза (Фофан), Лейла Баррос, Валевска Морейра ди Оливейра, Вирна Дантас Диас, Карин Родригис, Жизель Флорентино, Эрика Коимбра, Бигела Морайс. Главный тренер — Бернардиньо (Бернардо Резенде).
  Китай: Гуй Чаожань, Чжу Юньин, Ву Юнмэй, Ли Шань, Хэ Ци, Чэнь Цзин, Сунь Юэ, Цю Айхуа, Чжоу Сухун, Ван Лина, Линь Вэньчжень, Инь Инь. Главный тренер — Ху Цзин.

### Индивидуальные призы
MVP:  Вирна Диас
Лучшая нападающая:  Елизавета Тищенко
Лучшая блокирующая:  Елена Година
Лучшая на подаче:  Любовь Шашкова
Лучшая в защите:  Рикарда Лима
Лучшая связующая:  Фофан
Лучшая на приёме:  Вирна Диас
Самая результативная:  Вирна Диас